# Cristoforo Stati

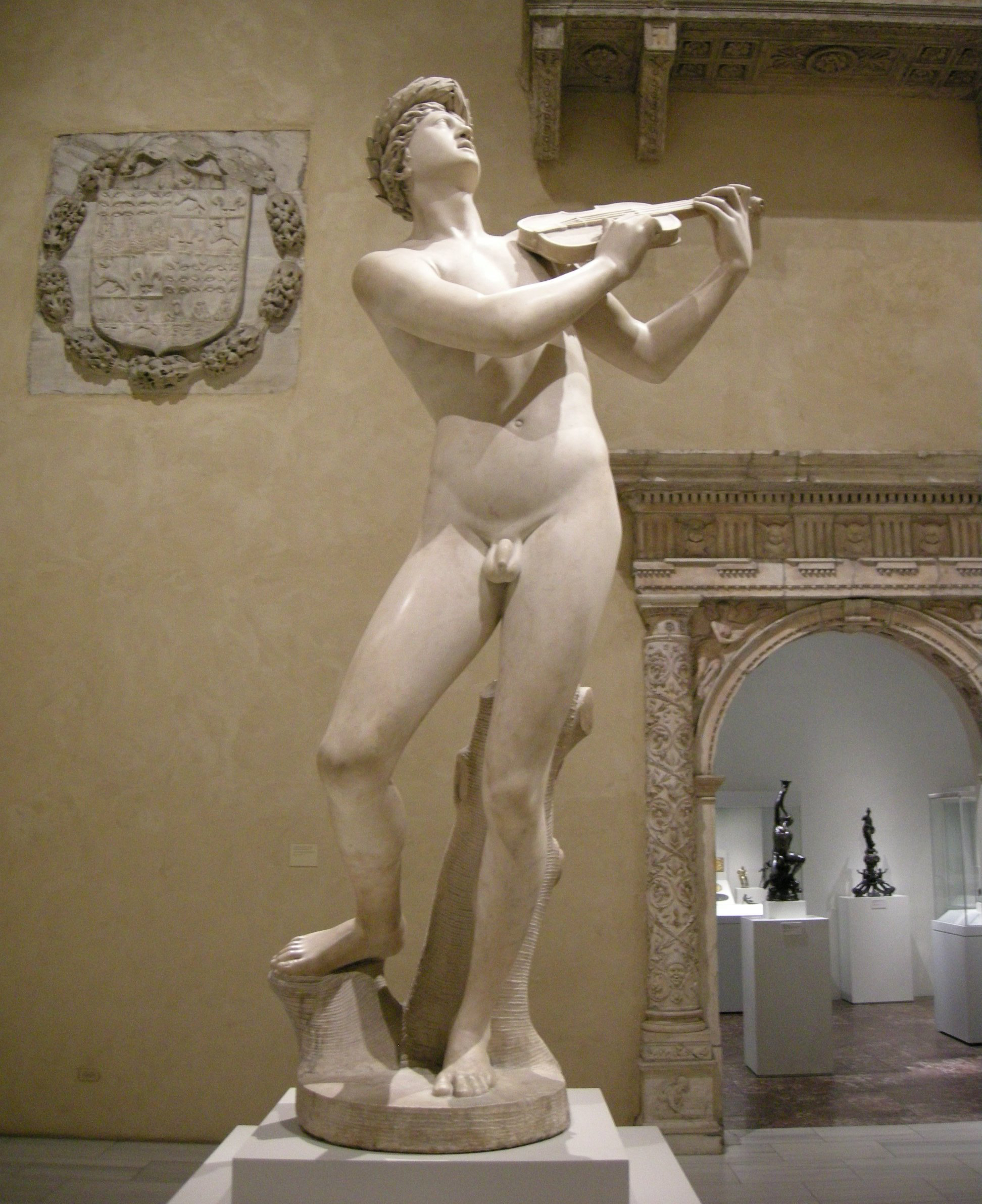
Orfeo

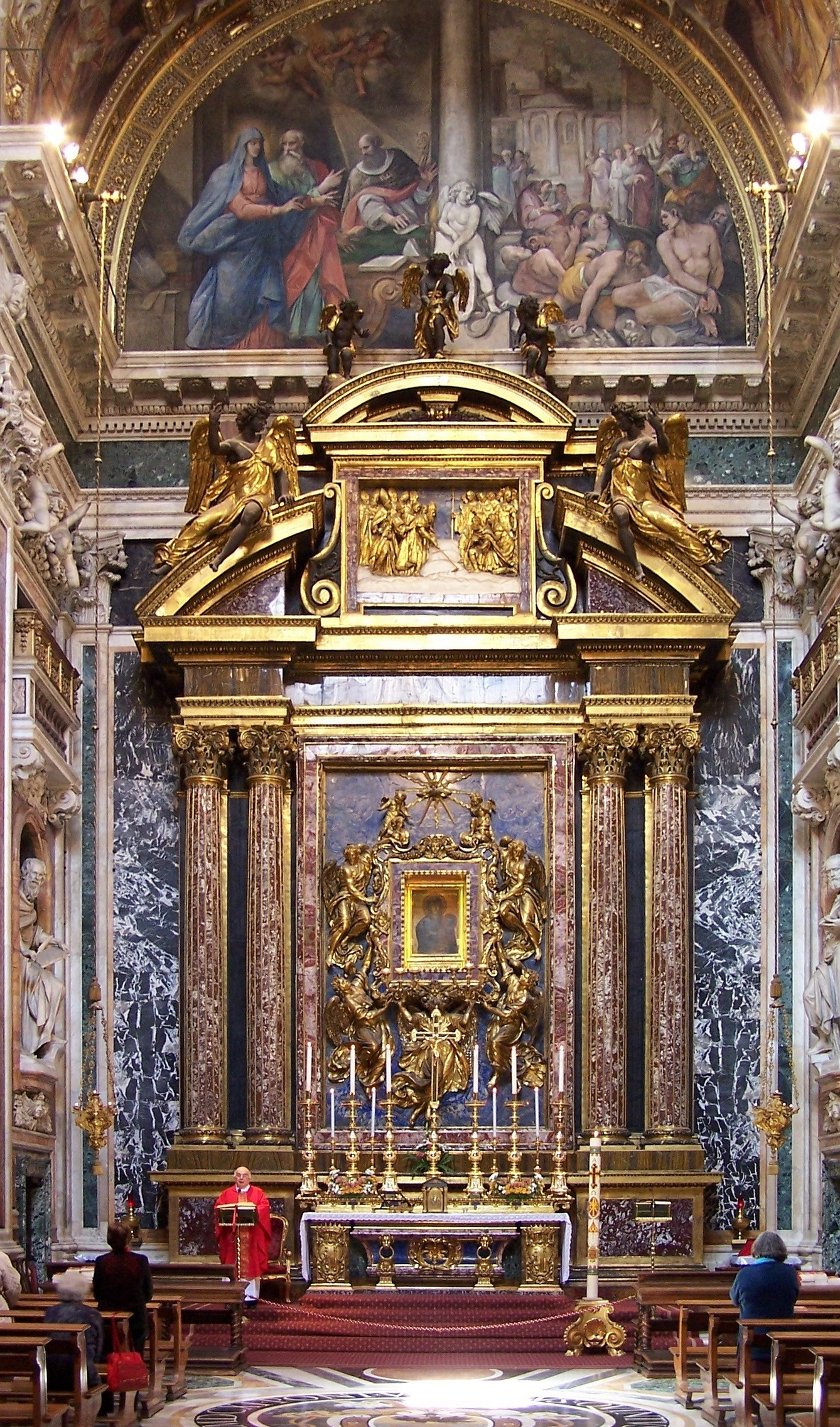
Cappella Borghese della Basilica di Santa Maria Maggiore.

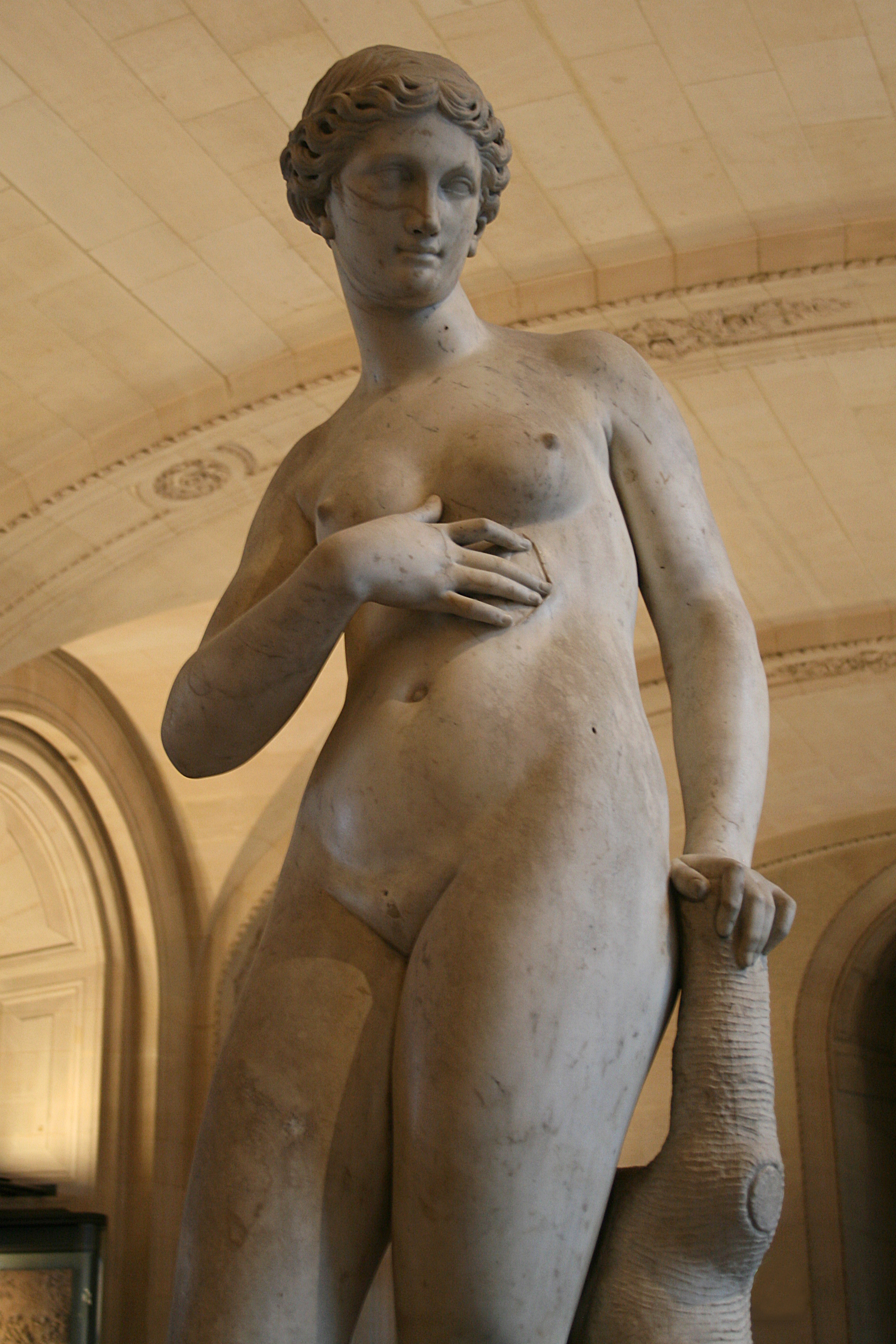
L'Amicizia, Museo del Louvre, Parigi

Cristoforo Stati, noto anche come Cristofano Da Bracciano (Bracciano, 1556 – Roma, 1619), è stato uno scultore italiano.

## Vita e opere
Tra il 1608 e il 1615 lavorò alla decorazione scultorea della Cappella Paolina della Basilica di Santa Maria Maggiore. Questo progetto fu realizzato in collaborazione con un gruppo eterogeneo di artisti: Silla da Viggiù, che deteneva la quota maggiore di lavoro, con le due statue papali, Ambrogio Buonvicino, il Valsoldo, Nicolò Cordieri, Ippolito Buzio, Camillo Mariani, Pietro Bernini, Stefano Maderno e Francesco Mochi. La cappella fu commissionata nel 1605 da Papa Paolo V, per diventare il proprio luogo di sepoltura.
Tra le altre opere di Cristoforo Stati si ricordano:
- Orfeo, marmo. Attualmente presso il Metropolitan Museum di New York. Questo lavoro è stato originariamente realizzato per il Palazzo Corsi di Firenze.[1]
- Cleopatra, figura in marmo a grandezza naturale, abitualmente attribuita a Cristoforo Stati.[2]
- Adone e Venere, Museo civico - Bracciano.[3]  · [2]
- Sansone ed il leone, Art Institute of Chicago[4]